# Russula pseudo-olivascens
Russula pseudo-olivascens är en svampart som beskrevs av Kärcher 2002. Russula pseudo-olivascens ingår i släktet kremlor och familjen kremlor och riskor.   Inga underarter finns listade i Catalogue of Life.

## Bildgalleri